# Guaraní occidental boliviano
El guaraní occidental boliviano, localmente denominado Simba o Simba guaraní, es una lengua hablada al norte del río Pilcomayo en el Departamento de Chuquisaca, Bolivia.